# Montezuma-Kiefer
Die Montezuma-Kiefer (Pinus montezumae) ist eine in Mexiko endemische Pflanzenart der Gattung Kiefern (Pinus).

## Merkmale
Die Montezuma-Kiefer ist ein Baum, der Wuchshöhen von 20 bis 35 Meter und Stammdurchmesser von 50 bis 80 cm erreicht. Die Äste sind groß, meist waagrecht und bilden eine dichte, runde Krone. Junge Bäume haben eine dichte pyramidenförmige Krone. Die Borke ist bei reifen Bäumen dick, dunkel graubraun und durch tiefe senkrechte und waagrechte Risse in raue, schuppige Platten unterteilt. Bei jungen Bäumen ist die Borke rotbraun, rau und schuppig. Die Zweige sind dick, steif und rotbraun.
Die Nadelblätter stehen meist in Bündeln zu fünft, selten vier oder sechs. Die Form ist variabel von dick und aufrecht bis schlank und leicht hängend. Sie sind 15 bis 25 cm lang, manchmal bis 30 cm. Der Rand ist fein gesägt. Es sind zwei bis sechs Harzkanäle vorhanden, meist vier oder fünf. Die beiden Leitbündel stoßen aneinander.
Die Blütenzapfen sind eiförmig bis kegelförmig, die Zapfenschuppen dick und mit einem kleinen aufrechten Dorn. Zwei bis drei Zapfen stehen zusammen an einem schuppigen, aufrechten Stiel.
Die Zapfen sind lang-eiförmig oder kegelförmig, meist leicht gekrümmt. Geöffnet sind sie 12 bis 15 cm lang, 7 bis 10 cm breit. Sie sind hellbraun und stehen zu zwei oder drei an einem kurzen Stiel, der zusammen mit den untersten Schuppen am Baum verbleibt, wenn die Zapfen abfallen. Die Zapfen öffnen sich zur Reife und fallen danach ab. Die Zapfenschuppen sind dick, hart, steif. Die Apophyse ist annähernd pyramidenförmig, der Umbo sitzt dorsal, leicht erhöht, ist graubraun und trägt einen kleinen, abfallenden Dorn.
Die Samen sind mit 6 bis 7 mm klein, dunkelbraun. Der Samenflügel ist 20 mm lang und 7 mm breit. Die Zahl der Keimblätter beträgt meist sechs oder sieben.
Das Splintholz ist gelblich-weiß, das Kernholz hellbraun. Das Holz ist hart, schwer und harzig.

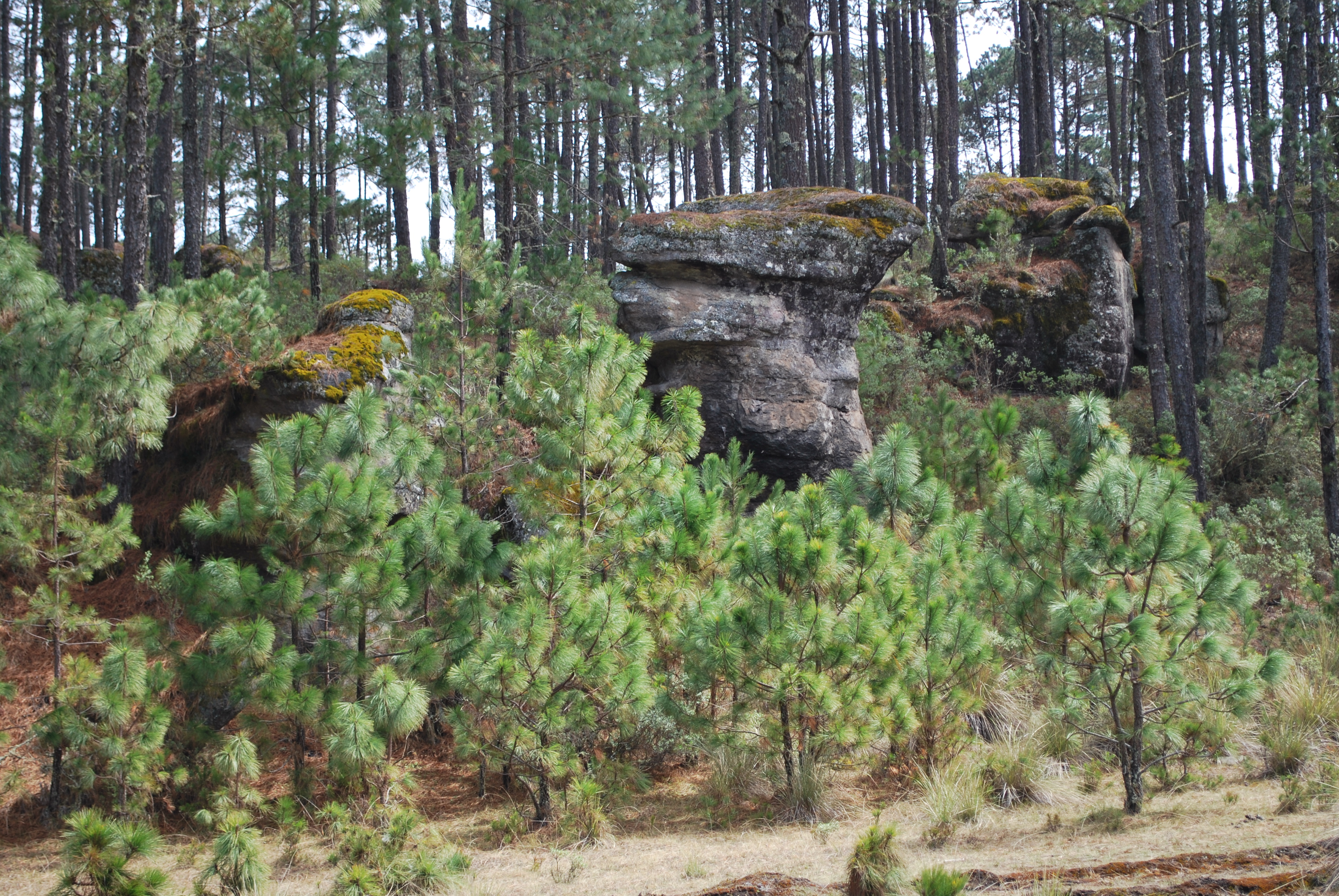
Montezuma-Kiefer (Pinus montezumae)

## Vorkommen
Die Montezuma-Kiefer ist in Mexiko beheimatet und kommt in folgenden Bundesstaaten vor: Nuevo León, Coahuila, Tamaulipas, Hidalgo, Tlaxcala, Puebla, Veracruz, México, Morelos, Distrito Federal de México, Michoacán, Jalisco, Guerrero, Oaxaca und Chiapas. Des Weiteren kommt sie auch in Guatemala vor. Das größte zusammenhängende Areal befindet sich in der Zentralen Vulkangebirgskette, die auf der geographischen Breite von Mexiko-Stadt von West nach Ost durch Mexiko zieht.
Die Montezuma-Kiefer wächst in Höhenlagen von 2000 bis 3200 Meter unter warm-temperaten bis kalt-temperaten Bedingungen. Der Niederschlag beträgt 800 bis 1000 mm jährlich. In den höheren Lagen gibt es Schnee und Frost.

## Systematik
Die Art ist sehr variabel und bildet mit Pinus pseudostrobus Übergangsformen. Innerhalb der Art werden kein Varietäten unterschieden.